# مقاطعة هاميلتون (آيوا)
مقاطعة هاميلتون (بالإنجليزية: Hamilton County)‏ هي إحدى مقاطعات ولاية آيوا في الولايات المتحدة الأمريكية.